# Scarborough (Maine)
Scarborough es un pueblo ubicado en el condado de Cumberland en el estado estadounidense de Maine. En el Censo de 2010 tenía una población de 18.919 habitantes y una densidad poblacional de 103,43 personas por km².

## Geografía
Scarborough se encuentra ubicado en las coordenadas 43°34′16″N 70°20′3″O / 43.57111, -70.33417. Según la Oficina del Censo de los Estados Unidos, Scarborough tiene una superficie total de 182.92 km², de la cual 123.31 km² corresponden a tierra firme y (32.59%) 59.61 km² es agua.

## Demografía
Según el censo de 2010, había 18.919 personas residiendo en Scarborough. La densidad de población era de 103,43 hab./km². De los 18.919 habitantes, Scarborough estaba compuesto por el 94.87% blancos, el 0.53% eran afroamericanos, el 0.18% eran amerindios, el 2.7% eran asiáticos, el 0.01% eran isleños del Pacífico, el 0.26% eran de otras razas y el 1.44% pertenecían a dos o más razas. Del total de la población el 1.25% eran hispanos o latinos de cualquier raza.